# 吴霞
吴霞（1983年2月9日—），是一名前中华人民共和国女摩托车手，曾在中国超级摩托车锦标赛等比赛中获奖。2008年，因比赛中发生事故，吴霞落下残疾，胸部以下高位截瘫。其后，她成立中国肢体残疾人协会旗下的残疾人公益组织霞光在线中途之家，并担任负责人一职。